# Let It Go (Disney)
Let It Go är en popballad av Kristen Anderson-Lopez och Robert Lopez som skrevs för Disneyfilmen Frost från 2013.
I filmen framfördes sången på originalspråket engelska av den amerikanska skådespelerskan och sångerskan Idina Menzel i hennes röstroll som drottningen Elsa. Under filmens eftertext framförs sången i en popversion av Demi Lovato.
I den svenska dubbningen döptes sången om till Slå dig fri med text av Sharon Dyall och sjöngs då av Annika Herlitz.
"Let It Go" fick positiva reaktioner av både kritiker och publik världen över. Vid Oscarsgalan 2014 belönades sången med en Oscar för bästa sång.
Låten finns med i TV-spelet Just Dance 2015.